# Direction de la Sécurité de l'aviation civile
La direction de la Sécurité de l'aviation civile (DSAC) est un service à compétence nationale de la direction générale de l'Aviation civile, qui dépend elle-même du ministère de l'Écologie français. La DSAC est l'autorité française compétente en matière de surveillance et de certification dans le domaine de l'aviation civile. Elle a été créée en décembre 2008, fusionnant d'une part la toute jeune Direction du Contrôle et de la Sécurité (DCS) - datant de 2005, et faisant suite à la séparation prestataire/régulateur/certification-surveillance dans le cadre de la mise en conformité avec la réglementation Ciel unique européen -, et d'autre part, les neuf directions régionales de l'Aviation civile (DAC). Les DAC dépendaient auparavant directement de la DGAC.

## Statut
La direction de la Sécurité de l'aviation civile (DSAC) est un service à compétence nationale rattaché à la direction générale de l’Aviation civile (DGAC), elle-même rattachée au ministère de l'Écologie. Elle est dirigée par Richard Thummel depuis juillet 2024. Son siège se trouve à Paris, au sein du bâtiment de la DGAC.

## Missions
Selon le décret du 11 décembre 2008 la créant , et celui du 13 décembre 2019, la direction de la Sécurité de l'aviation civile est l'organisme français chargé de : 
- délivre des autorisations, des certificats et des décisions en vue d'assurer la sécurité et la sûreté de l'aviation civile et de s'en assurer du suivi ;
- contrôle la mise en œuvre du programme de sécurité de l'Etat (PSE) en matière d'aviation civile ;
- élabore les réglementations relatives à la sécurité de l'aviation civile et aux redevances pour services rendus par l'État pour la sécurité et la sûreté de l'aviation civile ;
- fournit des prestations d'expertise technique aux divers services de la DGAC, au bureau d'enquêtes et d'analyses pour la sécurité de l'aviation civile (BEA), à l'ACNUSA (nuisances aéroportuaires), à l'agence européenne de la sécurité aérienne ;
- participe avec la direction du transport aérien au suivi économique et financier des compagnies aériennes, des exploitants d'aérodrome, notamment pour la délivrance de la licence d'exploitation de transporteur aérien, ainsi que des services d'escale.

## Organisation
L'organisation de la DSAC est définie par l'arrêté du 19 décembre 2008.
Elle est composée d’un échelon central comprenant 5 directions techniques et une direction administrative, et de 9 directions interrégionales de la Sécurité de l'aviation civile (DSAC-IR). Son effectif global est de 841 agents au 31/12/2023.
Son budget en autorisation d'engagement et crédits de paiement est de 27,25 M€.

### Échelon central (DSAC/EC)
Issu de la direction du Contrôle et de la Sécurité (DCS), elle-même issue de l'ancien service de la Formation aéronautique et du Contrôle technique, il comprend mise à part une direction « gestion des ressources » (RH), une mission « évaluation et amélioration de la sécurité » (mise en œuvre du PSE), un cabinet de direction et cinq directions techniques (DT) :

#### Direction technique de la Coopération européenne et de la Réglementation de sécurité (DSAC/ERS)
Cette direction traite de la réglementation touchant aux domaines de l'exploitation des aérodromes, de la navigabilité des aéronefs, des personnels de l'Aviation Civile et des opérations aériennes.
À ce titre, elle a notamment contribué à la mise en place de la licence des personnels de maintenance des systèmes de navigation aérienne (ESARR5) en liaison avec l'AESA dont c'est une des nouvelles attributions.

#### Direction technique des Personnels navigants (DSAC/PN)
Elle assure notamment l'agrément et la surveillance des organismes de formation au pilotage et organise les examens des pilotes privés et des personnels navigants (PNT et PNC) de l'aviation civile.

#### Direction technique «navigabilité et opérations» (DSAC/NO)
Cette direction est chargée de certifier et surveiller l'exploitation des aéronefs en France.
Pour ce faire, DSAC/NO contrôle d'une part les activités de conception, construction et maintenance en collaboration avec l'AESA.
DSAC/NO intervient aussi dans le cadre des contrôles au sol au programme SAFA de l'OACI.
D'autre part, DSAC/NO certifie et surveille les méthodes et processus des exploitants d'aéronefs (compagnies aériennes, aéroclubs, sociétés d'aviation de tourisme, propriétaires privés, etc.) .

#### Direction technique «aéroports et navigation aérienne» (DSAC/ANA)
Cette direction est chargée de certifier et surveiller les exploitants aéroportuaires et les prestataires des services de la navigation aérienne (DSNA, Méteo France, Défense (air, terre, marine, essais en vol), écoles (ENAC, CICDA,DGA EV), collectivités outre-mer (Polynésie française et Nouvelle-Calédonie), prestataires AFIS) en France.
La surveillance des aéroports déjà certifiés s'effectue au travers d'audits de leurs systèmes de gestion de la sécurité (SGS).
D'autre part, DSAC/ANA a renouvelé le certification de la DSNA en tant que prestataire des services de la navigation aérienne le 15 décembre 2010 pour 6 ans).
DSAC/ANA délivre aussi les licences européennes de contrôleur aérien (ATCO) en France (ESARR5) ainsi que celles des personnels ingénieurs et ouvriers intervenant sur les installations navigation aérienne (ATSEP). En octobre 2017, 4 343 ATCO détenaient une mention d'unité en état de validité (3 673 civils DGAC et 670 militaires défense).

#### Direction technique de la Sûreté (DSAC/SUR)
En coordination avec la DTA (régulateur), le STAC (expertise technique) et la DSAC/ANA, cette direction est chargée de contrôler la conformité des accès aéroportuaires en matière de sûreté aéroportuaire.

### Directions interrégionales de la Sécurité de l'aviation civile (DSAC/IR, ex-DAC)
Il s'agit de 9 entités (dont 7 métropolitaines) réparties sur le territoire de la France, issues des ex-directions de l'aviation civile (DAC) :
- Ouest (DSAC-O), dont le siège est à Brest-Guipavas
- Nord (DSAC-N), dont le siège est à Athis-Mons (co-implantée avec le Centre Régional de la Navigation Aérienne Nord)
- Nord-Est (DSAC-NE), dont le siège est à Strasbourg-Entzheim
- Centre-Est (DSAC-CE), dont le siège est à Lyon-Saint-Exupéry
- Sud-Ouest (DSAC-SO), dont le siège est à Bordeaux-Mérignac
- Sud (DSAC-S), dont le siège est à Toulouse-Blagnac
- Sud-Est (DSAC-SE), dont le siège est à Aix-en-Provence (co-implantée avec le centre régional de la Navigation aérienne Sud-Est)
- Océan indien (DSAC-OI), dont le siège est à Sainte-Marie (Aéroport La Réunion - Roland Garros)
- Antilles-Guyane (DSAC-AG), dont le siège est à Fort-de-France (Martinique)

Chaque DSAC peut comporter une ou plusieurs délégations territoriales afin d'asseoir sa présence dans les différents départements qu'elle comprend.

### Historique de direction

#### Directeurs
19/12/2008 : Florence Rousse
20/06/2014 : Patrick Cipriani

#### Directeurs adjoints
19/12/2008 : Rémi Jouty
01/04/2014 : Richard Thummel